# Coya
Coya, tradotta come "Regina" dai cronisti Spagnoli, è il titolo con cui veniva definita la consorte ufficiale del sovrano inca.
Le istituzioni del Cuzco consentivano un regime poligamico per il monarca, ma facevano una netta distinzione tra le varie spose o concubine e la Coya ufficialmente designata. Costei, appartenente ad una delle famiglie nobili degli Inca, assumeva il ruolo di consorte al momento dell'incoronazione del nuovo sovrano e rappresentava, agli occhi dei sudditi, la funzione di controparte, complementare e necessaria, dell'istituzione regale.
La sovranità non era concepita come un attributo particolare del monarca, ma prevedeva l'esercizio del potere da parte di una coppia regale che rappresentava, sulla terra, il dualismo presente nel mondo superumano, così come il Sole era associato alla Luna, il Cielo alla terra, l'umido al secco e l'elemento maschile a quello femminile.
La scelta della Coya assumeva una importanza determinante nella società inca perché vedeva la partecipazione di tutte le principali famiglie, interessate a legarsi, per il suo tramite, con un legame di parentela con il sovrano.
Nell'ultimo periodo imperiale ed esattamente a partire dal regno di Túpac Yupanqui  gli Inca risolsero questo motivo di conflitto sociale istituendo una sorta di incesto regale e contraendo cioè matrimonio con una propria sorella. Probabilmente già in precedenza erano stati stipulati questo genere di sponsali, ma le sorelle prescelte erano tali soltanto per parte di padre e provenivano dal vasto harem che ciascun monarca intratteneva. Sembra invece che Tupac Yupanqui abbia scelto come consorte una sorella per parte di padre e di madre e che abbia formalizzato questa decisione con lo scopo dichiarato di impedire ogni intromissione di sangue impuro nella discendenza reale. In realtà la nuova istituzione rispondeva al duplice scopo di evitare ogni conflitto nella scelta della consorte e di evitare congiure o affrontamenti nella scelta dell'erede che non poteva essere scelto che tra i figli della coppia regale.
La soluzione non aveva però valore assoluto perché presupponeva anzitutto che il futuro sovrano avesse una sorella della giusta età e in secondo luogo che questa gli desse l'erede adatto, maschio e capace, secondo le aspettative degli Inca. Già al tempo di Huayna Cápac, il successore di Tupac Yupanqui, si verificherà la sterilità della sposa-sorella ufficiale con conseguenze drammatiche per la solidità dell'impero.
Comunque l'Inca, oltre alla consorte ufficiale, era solito circondarsi di spose succedanee, scelte tra le fanciulle più nobili dell'impero, atte a procreargli dei figli, possibili futuri sovrani, se quelli della Coya non fossero risultati adatti. Quella della capacità al potere era infatti una caratteristica della monarchia inca che prevedeva una sorta di legittimazione dell'aspirante sovrano che era ancor più importante del diritto di primogenitura.
La Coya pertanto non aveva la certezza di vedere uno dei suoi figli assiso sul trono, ma aveva comunque la sicurezza che i suoi eredi avrebbero goduto del privilegio di una prova e, che se questa fosse stata favorevole, uno di loro avrebbe sicuramente ereditato la carica regale.
La vita della Coya era comunque improntata alla massima magnificenza, partecipe com'era della sovranità regale. Era circondata da una schiera di ancelle, soprassedeva a pratiche cultuali verso le divinità precipuamente femminili come quelle lunari ed addirittura possedeva delle proprietà particolari, anche importanti, con seguito di servi e lavoranti.
Presenziava, accanto al sovrano, a tutte le cerimonie ufficiale e, in caso di sua assenza, era il punto di riferimento per le decisioni politiche che si fossero rese necessarie. In caso di morte del sovrano avrebbe infine dispiegato, assieme alla propria famiglia, ogni sorta di azione in difesa dei diritti ereditari dei figli, come più di una volta le cronache dell'epoca hanno riportato.